# Коефіцієнт використання ресурсів нафтового газу
Коефіцієнт використання ресурсів нафтового газу (рос. коэффициент использования ресурсов нефтяного газа; англ. utilization rate of petroleum gas resources; нім. Ausnutzungsgrad m der Fettgaslagerstätte) — при нафто- і газовидобутку — відношення видобутку нафтового газу до його робочих ресурсів.
Вміст нафтового газу (м3/т) у нафтах (газовий чинник) коливається від 3-5 у верхніх горизонтах до 200—250 і більше у глибоких пластах.